# パメラ・ハンソン
パメラ・ハンソン（Pamela Hanson, 1954年 - ）は、イギリス・ロンドン生まれで、主にアメリカ、フランスで活躍する英国の写真家。
コロラド大学卒業。ヴォーグ誌やハーパース・バザー誌の広告写真で知られるアーサー・エルゴートに師事。パリとニューヨークでファッションカメラマンとして活動を始める。マリ・クレール、ヴォーグ、エルなどの雑誌で活躍し、香水のリズ・クレイボーン、ピンキー&ダイアンの広告写真などが知られる。
作品集『ガールズ』(Girls, 2000年) は、特に女性たちに話題になり、米国、フランス、ドイツ、日本で各国語版が出版された。少女や、少女性を残す大人のモデルたちが日常みせる何気ないしぐさやキュートな明るさを、スナップのように切り取るモノクローム中心の写真が特色。

## 作品
- パメラ・ハンソン『ガールズ』グラフィック社 2001年 ISBN 4766112075

以下はハンソン作品を含むアンサンブル。
- Benney, Lona et al, The Color Of Fashion, 1992, ISBN 1556703112
- Giorgio Armani, Twenty-Five Photographers, 2001, ISBN 0892072377